# Атабаев, Токтобай
Токтобай Атабаев (кирг. Токтобай Атабаев; 1933 год, село Ак-Жар, Ошская область, Киргизская ССР — 2004 год, Ош, Кыргызстан) — буровой мастер Улуутауской геологоразведочной партии Южно-Киргизской геологической экспедиции Министерства геологии Киргизской ССР. Герой Социалистического Труда (1966).

## Биография
С 1948 года трудился разнорабочим, с 1950 года — бурильщиком в Южно-Киргизской геологической экспедиции Управления геологии Киргизской ССР.
Указом Президиума Верховного Совета СССР от 4 июля 1966 года «за выдающиеся успехи, достигнутые в выполнении заданий семилетнего плана по развитию геологоразведочных работ, открытию и разведке месторождений полезных ископаемых» удостоен звания Героя Социалистического Труда с вручением ордена Ленина и золотой медали «Серп и Молот».
В 1973 году окончил Ташкентский геологоразведочный техникум, после чего был назначен в этом же году начальником участка. С 1975 по 1980 года — главный инженер, начальник Тереканской геологоразведочной экспедиции, в 1980—1981 годах — главный инженер Чаткальской геологической экспедиции. В 1981—1990 годах — начальник геологической партии Улуу-Тоо, начальник геологической разведки Южной Киргизии.
С 1990 по 1995 года — директор конной базы.
После выхода на пенсию проживал в Оше, где скончался в 2004 году.
Награды
- Герой Социалистического Труда
- Орден Ленина
- Орден Октябрьской Революции

Память
- Его именем названа одна из улиц города Ош.
- В селе Баетово установлен памятник Токтобая Атабаева[1].